# Granblue Fantasy The Animation
Granblue Fantasy The Animation (グランブルーファンタジー　ジ・アニメーション Guranburū Fantajī Ji Animēshon?) es una adaptación de anime del videojuego Granblue Fantasy. La primera temporada fue animada por A-1 Pictures, la serie se emitió del 2 de abril al 25 de junio de 2017. La segunda temporada, animada por MAPPA, se emitió del 4 de octubre hasta el 27 de diciembre de 2019.

## Personajes
Gran (グラン Guran?)
Seiyū: Yūki Ono
El sueño de Gran era convertirse en un viajero del cielo como su padre. Salva a Lyria pero termina gravemente herido. Lyria lo salva a cambio al compartir sus poderes, después de lo cual comienzan su viaje juntos, junto con su amigo de la infancia Vyrn y el protector de Lyria, Katalina, para evadir la captura del Imperio Erste, que persigue a Lyria por sus poderes.
Lyria (ルリア Ruria?)
Seiyū: Nao Tōyama
Lyria tiene la capacidad de conectarse con Bestias primarias a través de sus poderes, representados por una joya azul. El Imperio la retuvo como rehén por su habilidad, ya que querían usarla en sus experimentos para controlar Bestias primigenias.
Vyrn (ビィ Bī?)
Seiyū: Rie Kugimiya
Una criatura parecida a un lagarto que insiste en que es un dragón. Es compañero de Gran y lo sigue a donde quiera que vaya. Le encantan las manzanas y se le ha visto algo influido para hacer algo cuando se le ofrece una manzana como recompensa.
Katalina Alize (カタリナ・アリゼ Katarina Arize?)
Seiyū: Miyuki Sawashiro
Una vez un teniente del Imperio. Ella salva a Lyria de una celda a bordo de un buque de guerra del Imperio y escapa. Aunque exitosa, es calificada como traidora pero cree que Lyria ha hecho lo correcto. Ella es una luchadora de espada fuerte y empuña un estoque. Con frecuencia muestra sus habilidades cuando se enfrenta a los soldados del Imperio.
Rackam (ラカム Rakamu?)
Seiyū: Hiroaki Hirata
Un piloto de aeronave varado en Port Breeze que vigila los restos de su barco.
Io Euclase (イオ・ユークレース Io Yūkurēsu?)
Seiyū: Yukari Tamura
Un joven mago curativo en entrenamiento.
Rosetta (ロゼッタ Rozetta?)
Seiyū: Rie Tanaka
Una misteriosa mujer de Lumacie que es mucho mayor y más sabia de lo que parece.
Sierokarte (シェロカルテ Sherokarute?)
Seiyū: Emiri Katō
El propietario del "Knickknack Shack" que a menudo tiene los elementos e información que necesitan los Skyfarers.
Black Knight (黒騎士 Kuro Kishi?)
Seiyū: Romi Park
Drang (ドランク Doranku?)
Seiyū: Tomokazu Sugita
Uno de los operativos del Imperio que caza a Lyria, a menudo tiene un tono alegre que Sturm apenas puede tolerar.
Sturm (スツルム Sutsurumu?)
Seiyū: Kanae Itō
Otro de los operativos del Imperio que trabaja en estrecha colaboración con Drang.
Eugen (オイゲン Oigen?)
Seiyū: Kazuhiro Yamaji (temporada 1), Keiji Fujiwara (temporada 2)
Cagliostro (カリオストロ Kariosutoro?)
Seiyū: Sakura Tange
Una alquimista, que utiliza innumerables clones femeninos de sí misma como vasos.
Pommern (ポンメルン Ponmerun?)
Seiyū: Wataru Yokojima

## Medios de comunicación

### Novela ligera
Una adaptación de novela ligera fue lanzada en 2014. La serie actualmente tiene cuatro libros que contienen códigos de juego que pueden canjearse por artículos especiales en el juego. Los volúmenes digitales de la novela ligera Granblue Fantasy también contienen códigos de juego.

### Anime
En septiembre de 2015 se anunció un anime basada en la franquicia. La serie de anime es producida por A-1 Pictures y dirigida por Ayako Kurata y Yuuki Itoh, con diseños de personajes de Toshifumi Akai y música compuesta por Nobuo Uematsu, Tsutomu Narita y Yasunori Nishiki. Bump of Chicken interpretó el tema de apertura de la serie, titulado "GO", y Haruhi realizó el tema final de la serie, titulado "Sora no Parade" (ソラのパレード?). Estaba programado para estrenarse en enero de 2017, pero se retrasó hasta el 2 de abril de 2017 por razones desconocidas. Un especial de televisión de anime que emitió los dos primeros episodios de la serie de televisión de anime se transmitió el 21 de enero de 2017 en Tokyo MX antes de la serie de anime. Aniplex of America ha licenciado la serie en Norteamérica. La serie de 12 episodios se emitió del 2 de abril al 18 de junio de 2017 en Tokyo MX y otros canales. Un episodio adicional "Another Sky" se emitió en Tokio MX el 25 de junio de 2017, y el Volumen 7 de Blu-ray / DVD, lanzado el 25 de octubre, presentó este y un segundo episodio adicional. MVM Films lanzará la serie en el Reino Unido.
Una segunda temporada se emitió del 4 de octubre al 27 de diciembre de 2019 en Tokyo MX y otros canales. La segunda temporada es producida por MAPPA. Yui Umemoto dirige la segunda temporada, mientras que Kiyoko Yoshimura es el nuevo guionista y Fumihide Sai es el nuevo diseñador de personajes. Tsutomu Narita y Yasunori Nishiki regresan para componer la música. Los miembros principales del reparto volvieron a repetir sus roles. Seven Billion Dots interpretó el tema de apertura de la serie, titulado "Stay With Me", mientras que adieu interpretó el tema final de la serie "Ao" (蒼?). La segunda temporada duró 14 episodios. Un episodio adicional del especial "Djeeta-hen", "One More Journey" se emitirá el 27 de marzo de 2020.

#### Temporada 1
| #  | Título                                                                                              | Estreno             |
| -- | --------------------------------------------------------------------------------------------------- | ------------------- |
| 1  | «Chica de Azul» «Aoi no Shōjo» (蒼の少女)                                                           | 2 de abril de 2017  |
| 2  | «Partida» «Tabidachi» (旅立ち)                                                                      | 9 de abril de 2017  |
| 3  | «Encuentro con el Viento» «Kaze no Deai» (風の出会い)                                               | 16 de abril de 2017 |
| 4  | «La Determinación del Timonel» «Sōda-shi no Ketsui» (操舵士の決意)                                  | 23 de abril de 2017 |
| 5  | «Batalla Contra la Diosa Guardiana de la Tormenta» «Kessen, Arashi no Shugoshin» (決戦、嵐の守護神) | 30 de abril de 2017 |
| 6  | «Se Levanta el Velo» «Omoi wa Kagerō no Gotoku» (想いは陽炎の如く)                                  | 7 de mayo de 2017   |
| 7  | «El Gigante de Hierro» «Tetsu no Kyojin» (鉄の巨人)                                                 | 14 de mayo de 2017  |
| 8  | «Distanciados» «Futari no Kyori» (ふたりの距離)                                                     | 21 de mayo de 2017  |
| 9  | «Horizonte en las Nubes» «Unjō no Suihei sen» (雲上の水平線)                                        | 28 de mayo de 2017  |
| 10 | «Separación» «Kairi» (解離)                                                                         | 4 de junio de 2017  |
| 11 | «El Deseo de Lyria» «Ruria no Omoi» (ルリアの想い)                                                  | 11 de junio de 2017 |
| 12 | «Batalla en Alta Mar» «Taikai no Kessen» (大海の決戦)                                               | 18 de junio de 2017 |

#### Temporada 2
| #  | Título                                                                             | Estreno                 |
| -- | ---------------------------------------------------------------------------------- | ----------------------- |
| 1  | «El Cielo del Caballero Celeste» «Kikūshi no Sora» (騎空士の空)                    | 4 de octubre de 2019    |
| 2  | «La Ciudadela Albion» «Jōsai Toshi Arubion» (城砦都市アルビオン)                   | 11 de octubre de 2019   |
| 3  | «Falsa Libertad» «Itsuwari no Jiyu» (偽りの自由)                                   | 18 de octubre de 2019   |
| 4  | «Sentimientos Ahogados» «Todokanu Omoi» (届かぬ想い)                               | 25 de octubre de 2019   |
| 5  | «Katalina y Vira» «Katarina to Vīra» (カタリナとヴィーラ)                          | 1 de noviembre de 2019  |
| 6  | «La Isla Envuelta en Niebla» «Kiri ni tsutsuma reta-tō» (霧に包まれた島)           | 15 de noviembre de 2019 |
| 7  | «La Bestia Primigenia de la Inmortalidad» «Fushi no Hoshi Akira-jū» (不死の星晶獣) | 22 de noviembre de 2019 |
| 8  | «Recuerdos de Familia» «Kazoku no Kioku» (家族の記憶)                              | 29 de noviembre de 2019 |
| 9  | «La Ciudad de la Promesa» «Yakusoku no Machi» (約束の街)                           | 6 de diciembre de 2019  |
| 10 | «Un Sueño Imposible» «Miha tenu Yume» (見果てぬ夢)                                 | 13 de diciembre de 2019 |
| 11 | «Pacto» «Seiyaku» (誓約)                                                           | 20 de diciembre de 2019 |
| 12 | «Señal» «Dōhyō» (道標)                                                             | 27 de diciembre de 2019 |

#### OVAs
| # | Título                                                                                                  | Estreno                             |
| - | --- | ----------------------------------- |
| 1 | «Otro Cielo» «Mō Hitotsu no Sora» (もう一つの空)                                                        | 25 de junio de 2017 (Tokyo MX)      |
| 2 | «Jack O'Lantern (también traducido como Linterna de Calabaza)» «Kabocha no Rantan» (カボチャのランタン) | 25 de octubre de 2017 (Blu-Ray/DVD) |
| 3 | «Un Viaje Más» «Mōhitotsu no tabiji» (もう一つの旅路)                                                   | 27 de marzo de 2020 (Blu-Ray/DVD)   |